# So Ends Our Night
So Ends Our Night (prt: Regresso a Berlim) é um filme norte-americano de 1941, do gênero drama, dirigido por John Cromwell e estrelado por Fredric March e Margaret Sullavan.

## Produção
So Ends Our Night versa sobre três pessoas forçadas a deixar a Alemanha nazista em 1937. Quando foi produzido, os Estados Unidos ainda estavam em paz com Hitler, daí seu nome não ser mencionado nenhuma vez na história. Afinal, o mercado alemão era importante para Hollywood.
O roteiro é baseado no romance "Liebe deinen Nächsten", de Erich Maria Remarque, publicado também em 1941.
O público não prestigiou a produção nos EUA, porque não queria se sentir tão envolvido (o que mudaria meses depois, a partir do ataque a Pearl Harbor). Mais sucesso veio do Reino Unido, que àquela altura já sentia na pele os problemas mostrados no filme.
A trilha sonora, assinada por Louis Gruenberg, foi indicada ao Oscar.

## Sinopse
Três refugiados da Alemanha de Hitler encontram-se na Áustria, mas são forçados a pular de um país para outro, à medida que os nazistas avançam. Um deles é o ariano Josef Steiner, que foge porque se opõe ao regime; a segunda, Ruth Holland, é judia e foge para salvar a própria vida; o terceiro, Ludwig Kern, filho de mãe judia e pai ariano, está confuso e dividido. Enquanto Ruth e Ludwig se apaixonam e decidem pelo casamento, Josef resolve retornar a Berlim para visitar a esposa Marie, que está no leito de morte.

## Premiações
| Patrocinador                                  | Prêmio | Categoria                    | Situação |
| --------------------------------------------- | ------ | ---------------------------- | -------- |
| Academia de Artes e Ciências Cinematográficas | Oscar  | Melhor Trilha Sonora (Drama) | Indicado |

## Elenco
| Ator/Atriz         | Personagem       |
| ------------------ | ---------------- |
| Fredric March      | Josef Steiner    |
| Margaret Sullavan  | Ruth Holland     |
| Frances Dee        | Marie Steiner    |
| Glenn Ford         | Ludwig Kern      |
| Anna Sten          | Lilo             |
| Erich von Stroheim | Brenner          |
| Allan Brett        | Leo Marrill      |
| Joseph Cawthorn    | Leopold Potzloch |
| Leonid Kinskey     | O covarde        |
| Alexander Granach  | O polaco         |
| Roman Bohnen       | Senhor Kern      |
| Sig Ruman          | Ammers           |
| William Stack      | Professor Meyer  |
| Lionel Royce       | Barnekrogg       |
| Ernst Deutsch      | Doutor Behr      |